# Oittilansaari
Oittilansaari är en ö i Finland. Den ligger i sjön Valkerpyy och i kommunen Lojo i den ekonomiska regionen  Helsingfors  och landskapet Nyland, i den södra delen av landet, 60 km väster om huvudstaden Helsingfors. Öns area är 2 hektar och dess största längd är 310 meter i sydöst-nordvästlig riktning.